# 단하천연
단하천연(丹霞天然. 736년 ~ 824년)은 8~9세기 중국 당나라 스님이다. 중국 선종 8대조인 마조도일(馬祖導一, 709~788)의 제자이다. 
법명 천연(天然)은 천연덕스러운 행동을 보고 마조도일 선사가 직접 지어준 법명이다. 관련된 일화가 재밌다.

## 일화

### 법명이 천연(天然)이 된 이유
천연스님이 스승인 마조선사에게 인사를 하기 전에 석가모니부처의 제자를 본떠 만든 나한상을 말을 타듯이 올라타고 있었다.
사람들이 놀라서 마조선사에게 말했다. 마조선사가 천연스님의 모습을 보고는 “내 자식아, 천연(天然)스럽구나.”라고 했다. 이러한 천연덕스러운 행동으로 천연(天然)이라는 법호를 얻게 되었다.

### 단하소불(丹霞燒佛): 단하천연이 부처를 태우다
어느 겨울에 천연스님이 혜림사(慧林寺)에서 하룻밤을 묵게 되었다. 그런데 절에 너무 늦게 도착하여 공양(밥)을 하지 못했다. 원래 사찰은 공양시간이 지나면 밥을 주지 않는다.
게다가 방에 불도 때어주지 않아서 너무 춥고 배가 고파 도저히 잠이 오지 않았다. 그러자 천연스님은 법당으로 가서 나무로 된 불상으로 쪼개서 불을 피웠다.
혜림사의 스님들이 이를 보고 난리가 났고, 천연스님을 꾸짖었다. 그러나 천연스님은 법명답게 천연덕스럽게 다비식(화장)을 해서 부처님 사리(사람을 화장하면 나오는 구슬 같은 것들로 수행을 해야만 나옴)을 얻으려고 했다고 했다. 그러자 혜림사 주지가 무슨 나무 불상에서 사리가 나오냐고 하자, 천연스님은 사리도 나오지 않는 부처라면 불이나 피워서 몸을 녹이는게 마땅하다고 말했다.